# Slaget vid Sainte-Foy
Slaget vid Sainte-Foy (engelska: Battle of Sainte-Foy, franska:  Bataille des Sainte-Foy) eller Slaget vid Québec (engelska: Battle of Québec, franska: Bataille de Québec) utkämpades den 28 april 1760 utanför Québecs stad, då ockuperad av britterna, mellan Storbritannien och Frankrike.
Slaget blev en framgång för fransmännen, men britterna lyckades ändå hålla Québecs stad.

### Fotnoter
1. ↑  ”Battle of Ste. Foy” (på engelska). CBC. http://www.cbc.ca/history/EPCONTENTSE1EP4CH10PA1LE.html. Läst 24 maj 2014.